# Christian Tröger
Christian Tröger (n. 6 octombrie 1969, München, RFG) este un înotător german, medaliat olimpic. A participat la 3 ediții ale Jocurilor Olimpice (1992, 1996, 2000) în care a câștigat 3 medalii de bronz.